# Kaiketsu Zubat
Kaiketsu Zubat (快傑ズバット Kaiketsu Zubatto, Niezwykły Bohater Zubat) – japoński serial z gatunku tokusatsu, stworzony przez Shōtarō Ishinomoriego i studio filmowe Toei. Emitowany był na kanale TV Tokyo od 2 lutego do 28 września 1977 roku, liczył 32 odcinki. Serial nawiązywał tradycją do japońskich seriali akcji z lat 50., ale ze stylem lat 70.

## Fabuła
Głównym bohaterem serialu jest 26-letni Ken Hayakawa (早川 健 Hayakawa Ken), prywatny detektyw ubierający się jak kowboj i grający na gitarze. Po osobistej tragedii związanej z tajemniczym zamachem i śmiercią swojego przyjaciela Gorō Asuki, prowadzi działania przeciw tajemniczej organizacji przestępczej Dakker, którą podejrzewa o zorganizowanie ów zamachu. By walczyć z Dakker, Hayakawa przebiera się w czarno-czerwony gumowy kostium i staje się tytułowym Zubatem. Jego piętą achillesową jest ograniczony do 5 minut czas działania kostiumu - jeśli Hayakawa przekroczy ten limit zginie na skutek wybuchu obwodów elektronicznych w ubraniu. Detektyw posiada wiele zaskakujących talentów, którymi przewyższa zdolności ściganych przez niego przestępców. Mimo to okazuje się, że żaden z nich nie miał nic wspólnego ze śmiercią Asuki. Śledztwo Hayakawy trwa, a zabójcę poznaje dopiero w ostatnim odcinku.
Ken Hayakawa był grany przez Hiroshiego Miyauchi. Sam aktor w kilku wywiadach powiedział, że była to jego ulubiona rola w karierze.

## Obsada
- Ken Hayakawa/Zubat: Hiroshi Miyauchi
- Midori Asuka: Nobuko Ōshiro
- Osamu Terada: Nobuyuki Nakano
- Shingo Tōjō: Shin Saitō
- Lider L: Ryūji Hayami